# Gradi del karate
La gerarchia dei gradi di cintura nelle arti del
budō è detta kyudan e si suddivide nel sistema degli allievi (Kyū o mudansha)
e in quello delle cinture nere (dan: yudansha e kodansha).

Nel budō si considera il kyu come un grado di scuola o di apprendimento
e il dan come un grado di autoperfezionamento.
Prima dell'arrivo in Giappone del maestro Funakoshi
non esistevano gradi nel karate: fu lui ad inserirli nel 1925, ispirato dal
fondatore del Jūdō moderno, Kanō Jigorō, che a sua volta si richiamò ad un uso proprio
degli antichi sistemi marziali giapponesi.
A seconda degli stili del karate varia la suddivisione delle cinture.

## Kyu o mudansha
Il sistema di gradazione utilizzato nel Karate:

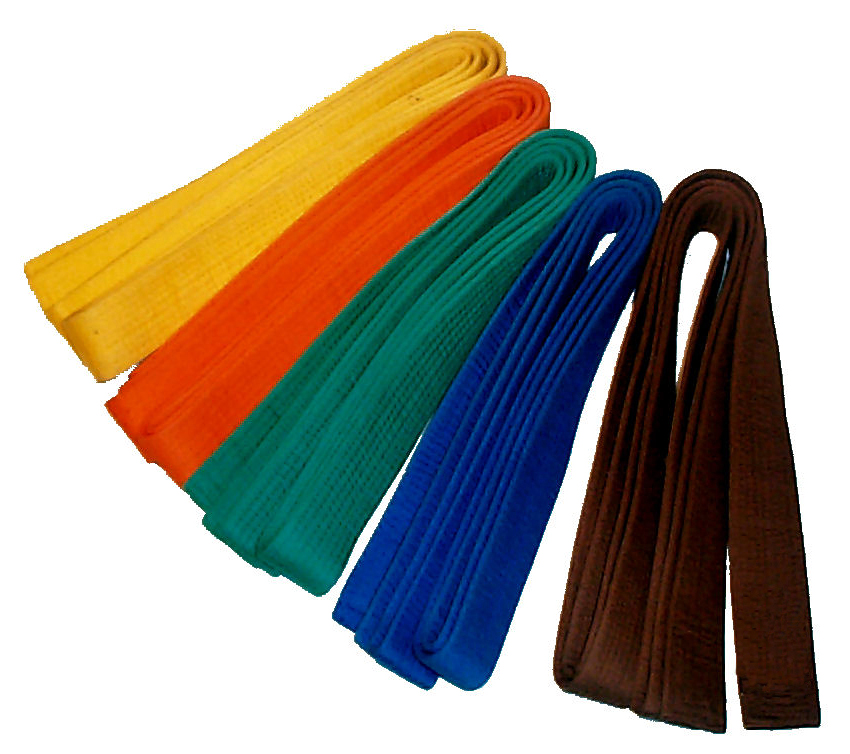
Cinture colorate

- All'inizio si indossa la cintura bianca: a volte è necessario sostenere un esame per ottenerla e a volte no, questo dipende dalle regole della palestra e/o federazione di appartenenza. Se si indossa la cintura bianca senza aver fatto l'esame, si è un mukyu, ovvero un senza-cintura.
- 6º kyu (roku kyu): cintura bianca; Shiro obi Rokukyu
- 5º kyu (go kyu): cintura gialla; Kiiro obi Gokyu
- 4º kyu  (yon kyu): cintura arancio (o rossa); Daidaiiro obi (Aka obi) Yoky
- 3º kyu (san kyu): cintura verde; Midori obi Sankyu
- 2º kyu (ni kyu): cintura blu; Aoiro obi Nikyu
- 1º kyu (sho kyu o ikkyu): cintura marrone. Kuriiro obi Shokyu (rarissimamente Ichikyu)

Tuttavia in talune Organizzazioni/Associazioni vige ancora il sistema di graduazione basato su 9 kyu, dove il grado inferiore è il 9º kyu (corrispondente alla cintura bianca), cui seguono una o due cinture gialle, una cintura arancio, una verde, una blu e tre cinture marroni (o una cintura viola e due marroni).
Chiunque voglia apprendere le arti marziali comincia nel livello shu (sottostare) che comprende l'intero sistema kyu. In esso rientra l'apprendimento basilare delle tecniche (omote) e il raggiungimento del livello psicofisico necessario per toccare i livelli superiori. Si tratta di costruire e rafforzare autodisciplina, volontà, pazienza, comprensione e convivenza con altri, elementi senza i quali non è possibile progredire. Durante questo primo periodo lo sviluppo della tecnica è l'unico criterio di misurazione utilizzabile.
Originariamente il mudansha era rappresentato dalla sola cintura bianca, simbolo della "non conoscenza, della purezza e della libertà della mente"; in seguito fu introdotta la suddivisione tra cintura bianca e cintura marrone, cui si aggiunse poi quella dei colori intermedi. Chi non è pronto per fare gli esami per la propria cintura successiva può scegliere o di non fare gli esami o di prendere una cintura intermedia che comporta un esame più facile (non molti maestri offrono questa possibilità). Riguardo alla cintura blu non si usa tanto lo "shi kyu" ma questa è una scelta del maestro invece i "san kyu" "ni kyu" e l'"ichi kyu" sono obbligatori.
Omote significa "basilare, fondamentale" e simboleggia il lato visibile dell'arte marziale, quello che ognuno può apprendere: tutte le tecniche vengono scomposte e studiate ricercando la perfezione formale, priva di contenuti spirituali.

## Yudansha - Detentore di Dan
Livelli di "dan": cintura nera (la cintura nera va dal 1º al 10º dan)
Le classificazioni per i kyū variano da federazione a federazione, ed esistono, presso alcune scuole, ulteriori cinture intermedie (bianca, bianco-gialla, gialla, gialla-arancione, arancione, arancione-verde, verde, verde-blu, blu, blu-marrone, marrone, marrone-nera). Dopo la cintura marrone si passa a cintura nera che rimane tale al raggiungimento di gradi superiori (dan), dal 1º in poi, anche se è possibile trovare federazioni che utilizzano la cintura bianco-rossa per il 6°, 7°, 8° dan e rossa per i 9º e 10º dan.
Bisogna però sottolineare come il formalismo relativo al vestiario e alle cinture iniziò solamente con lo sviluppo di massa del karate e quindi con la sua commercializzazione, soprattutto in occidente. Alle origini, il karate era praticato con i vestiti quotidiani, spesso solamente con la biancheria intima e non esistevano le graduatorie per cinture. Da molti praticanti di karate tradizionale, la cintura è considerata un simbolo di un certo livello di conoscenza e di percorso ma non possiede certo un valore meramente di grado.
- 1º dan: grado dell'allievo che cerca la via; Kuro obi Shodan (rarissimamente Ichidan) (14 anni compiuti e almeno 1 anno di permanenza in 1º kyu cintura marrone)
- 2º dan: grado dell'allievo all'inizio della via (dopo almeno 2 anni di permanenza in 1º dan); Kuro obi Nidan
- 3º dan: grado degli allievi riconosciuti (dopo almeno 3 anni di permanenza in 2º dan); Kuro obi Sandan
- 4º dan: grado degli esperti tecnici (dopo almeno 4 anni di permanenza in 3º dan). Kuro obi Yodan

Il praticante può divenire un esperto di quella stessa tecnica utilizzata ai livelli kyu ma compresa nel suo significato reale.
Il 1º dan (shodan) nel karate consente di indossare la cintura nera ed è il primo passo dell'allievo lungo la Via (do): in questo momento comincia il vero karate. Lo studio si raffina e l'arte marziale viene valutata anche dal punto di vista psicofisico: l'allievo è in grado di capire che dietro l'esercizio fisico c'è la ricerca di uno stato mentale più appagante, così i gradi si evidenzieranno solo quando il praticante avrà superato il livello della dipendenza dalla forma.
Nel 2º dan (nidan) e nel 3º dan (sandan) si uniscono la comprensione dell'importanza dell'atteggiamento mentale e la maggiore efficacia delle tecniche.
Il 4º dan (yondan) è il "livello dell'esperto" e del combattente completo. Il confine della tecnica puramente corporea viene raggiunto e chi lo acquisisce sa che per poter migliorare dovrà cercare e percorrere nuove vie. Egli interiorizza gli aspetti spirituali dell'arte vivendoli nel dojo e nel quotidiano. A questo livello si forma il legame tra la filosofia dell'arte marziale
e tecnica. Si possono controllare lo spirito, il respiro e l'energia (Ki) con l'esercizio fisico, legarli alla tecnica e svilupparli al massimo: nella ricerca della perfezione interiore l'esperienza e la maturità offriranno un fondamentale aiuto.

## Kodansha - La maestria spirituale
Gradi di maestria spirituale
- 5º dan: - renshi, grado della conoscenza (dopo almeno 5 anni di permanenza in 4º dan); Kuro obi Godan
- 6º dan: - renshi (dopo almeno 6 anni dal 5º dan) kuro obi Rokudan - Si può indossare la cintura bianco-rossa
- 7º dan: - kyoshi (dopo almeno 7 anni dal 6º dan). Kuro obi Nanadan. Si può indossare la cintura bianco-rossa

I gradi kodansha sono propri del vero maestro di budō: solo essi permettono di condurre un allievo al di là degli aspetti puramente formali della tecnica preparandolo alle conoscenze della Via (do).
Generalmente fino al 5° dan è possibile ottenere il grado per mezzo di un esame dopo aver studiato un programma prestabilito, oltre al 5° dan i gradi vengono conferiti anche per meriti conseguiti nell'insegnamento, per comprovata dedizione all'arte e per la diffusione del Karate e dei suoi valori (anche se il modo in cui vengono rilasciati i più alti gradi dan può variare da federazione a federazione).

## Irokokoro - La maturità
Grado della maturità
- 8º dan: - kyoshi; Kuro obi Hachidan; si può indossare la cintura bianco-rossa
- 9º dan: - hanshi; Kuro obi Kudan; si può indossare la cintura rossa
- 10º dan: - hanshi; Kuro obi Judan; si può indossare la cintura rossa

I gradi di maestria più elevati nel budō si chiamano irokokoro e sono espressioni della maturità, legati ai titoli kyoshi (7º e 8º dan) e hanshi (9º e 10º dan).
Hanshi vive in totale armonia esteriore e interiore: ha superato ogni ostacolo interno (satori) abbandonando la dipendenza dal possesso e dal prestigio ed anche la paura della morte: sua missione sarà il trovare un degno successore.
Renshi e kyoshi rappresentano la cima della piramide dell'insegnamento mentre hanshi ne resta al di fuori: il suo compito non è quello di insegnare a tutti, ma di indirizzare i già esperti verso l'ultimo gradino. Egli apre le porte segrete a quanti siano cresciuti oltre la sola tecnica. Questi gradi sono i più elevati raggiungibili in vita e solo pochissimi uomini li hanno ottenuti.
Il maestro Gichin Funakoshi asseriva spesso dire a chiunque chiedesse se si potesse raggiungere il 10º Dan: "Quando sarai morto ti verrà conferito il 10º Dan: il 10°Dan significa conoscenza assoluta, non avere più niente da imparare, e finché sei in vita c'è sempre da imparare".

## Cinture nel karate dello stile Gōjū-ryū[5][6][7]
Nel karate Gōjū-ryū, il massimo grado è la cintura nera 5º dan, mentre dal sesto dan in poi sono gradi attribuiti a meriti particolari, onorificenze, ecc.
Le cinture colorate vengono dette Kyū (che secondo una traduzione, significa "bambino"), mentre le cinture nere vengono dette Dan (che secondo una traduzione, significa "adulto"). Secondo altre traduzioni, kyu significa "classe/allievo", mentre dan, significa appunto grado, livello. Il primo livello di dan non è chiamato "ichi dan", che vorrebbe dire "primo grado", ma "sho dan", cioè "inizio del grado", a testimonianza del fatto che il raggiungimento della prima cintura nera è solo l'inizio di un lungo e severo apprendimento dell'Arte Marziale, che può non avere limiti proprio come i dan della cintura che in teoria sono illimitati (questo perché, col passare degli anni, la cintura nera si sfibra e dal tessuto riaffiora il colore bianco, così la cintura torna di colore bianco e il ciclo si ripete).
CINTURE COLORATE, che si ottengono per esame:
- All'inizio si indossa la cintura bianca: a volte è necessario sostenere un esame per ottenerla e a volte no, questo dipende dalle regole della palestra e/o federazione di appartenenza. Se si indossa la cintura bianca senza aver fatto l'esame, si è un mukyu, ovvero un senza-cintura.
- Cintura bianca 6º kyu 			Shiro obi Rokukyu
- Cintura gialla 5º kyu				Kiiro obi Gokyu
- Cintura arancione (o rossa) 4º kyu		Daidaiiro obi (Aka obi) Yokyu
- Cintura verde 3º kyu				Midori obi Sankyu
- Cintura blu 2º kyu				Aoiro obi Nikyu
- Cintura marrone 1º kyu			Kuriiro obi Shokyu (raramente Ichikyu)

CINTURE NERE, che si ottengono per esame:
- Cintura nera 1º dan				Kuro obi Shodan (raramente Ichidan)
- Cintura nera 2º dan 				Kuro obi Nidan
- Cintura nera 3º dan 				Kuro obi Sandan
- Cintura nera 4º dan 				Kuro obi Yodan
- Cintura nera 5º dan 				Kuro obi Godan

CINTURE NERE, che si ottengono ad honorem per meriti od onorificenze:
- Cintura nera 6º dan 				Kuro obi Rokudan
- Cintura nera 7º dan 				Kuro obi Sichidan (oppure Nanadan)
- Cintura nera 8º dan 				Kuro obi Hachidan
- Cintura nera 9º dan 				Kuro obi Kudan
- Cintura nera 10º dan 				Kuro obi Judan

## Cinture nel Kyokushinkai[8]
Anche nel Kyokushin Karate, il massimo grado è la cintura nera 5º dan, mentre i gradi superiori sono a titolo onorifico (solo Masutatsu Oyama, il fondatore dello stile, ha avuto il titolo di 10º dan).
Secondo il Kyokushin, chiunque è una cintura bianca, ossia una persona che non ha ancora intrapreso la via del budō: è un mukyu, un senza grado.
- Cintura bianca Mukyu  (Senza kyu)

A partire dalla cintura arancione, la prima del Kyokushin Karatedō, sono presenti dei gradi intermedi tra le cinture segnalati da una striscia, solitamente di stoffa, applicata alla cintura. 
CINTURE COLORATE, che si ottengono per esame:
- Cintura arancione			        Juukyu (10º kyu)
- Cintura arancione +		        Kuukyu (9º kyu)
- Cintura blu 				        Hachikyu (8º kyu)
- Cintura blu +				        Nanakyu (7º kyu)
- Cintura gialla 			        Rokukyu (6º kyu)
- Cintura gialla +                  Gokyu (5º kyu)
- Cintura verde Yonkyu (4º kyu)
- Cintura verde +                   Sankyu (3º kyu)
- Cintura marrone Nikyu (2º kyu)
- Cintura marrone +                 Ikkyu (1º kyu)

CINTURE NERE, che si ottengono per esame:
- Cintura nera 1º dan				Shodan
- Cintura nera 2º dan 				Nidan
- Cintura nera 3º dan 				Sandan
- Cintura nera 4º dan 				Yodan
- Cintura nera 5º dan 				Godan

CINTURE NERE, che si ottengono ad honorem per meriti od onorificenze:
- Cintura nera 6º dan 				Rokudan
- Cintura nera 7º dan 				Nanadan
- Cintura nera 8º dan 				Hachidan
- Cintura nera 9º dan 				Kuudan
- Cintura nera 10º dan 				Juudan